# Costularia elongata
Costularia elongata là một loài thực vật có hoa trong họ Cói. Loài này được (Kunth) Kük. mô tả khoa học đầu tiên năm 1938.